# Joe Conley
Joe Conley (Búfalo, Nueva York; 3 de marzo de 1928 - Newbury Park, California; 7 de julio de 2013) fue un actor estadounidense, principalmente conocido por su papel de Ike Godsey en The Waltons.

## Biografía
Joe Conley nació en Buffalo, Nueva York. Empezó a actuar después de regresar del servicio militar en Corea y administraba tres agencias de bienes inmuebles en el área del Valle de San Fernando de Los Ángeles a principios de los años 1970 después de empezar esta segunda carrera en 1961. Mientras se dedicaba a la actuación, continuó trabajando en el sector inmobiliario y, como resultado, se hizo rico.
Conley se casó con Jacqueline Stakes, con quien tuvo dos hijos. La pareja se divorció tiempo después. En 1969, se casó con Louise Ann Teechen, con quien tuvo otros dos hijos. 

### Muerte
Conley murió el 7 de julio de 2013, por complicaciones de demencia. Tenía 85 años a su muerte y le sobreviven su esposa Louise Ann Teechen, sus tres hijas y su hijo.

## Filmografía
| Año       | Título                                   | Rol               |
| --------- | ---------------------------------------- | ----------------- |
| 1955      | Big Town                                 | Policía           |
| 1955      | The People's Choice                      | Ernie             |
| 1956      | The Scarlet Hour                         | Vendedor de autos |
| 1956      | The Adventures of Jim Bowie              | Raino Tante       |
| 1957      | The Silent Service                       |                   |
| 1957      | House of Numbers                         |                   |
| 1957      | Crime of Passion                         | Deliveryman       |
| 1957      | The Danny Thomas Show                    | Earl              |
| 1957      | Casey Jones                              | Conductor Addrel  |
| 1957/1959 | Dragnet                                  |                   |
| 1957      | Lassie                                   | Repartidor        |
| 1958      | Alfred Hitchcock presenta                | Agente de seguros |
| 1958      | A Nice Little Bank That Should Be Robbed | Benjy             |
| 1958      | Juvenile Jungle                          | Duke              |
| 1958      | Boots and Saddles                        | Private Spanner   |
| 1958      | Alfred Hitchcock presenta                |                   |
| 1958      | Flight                                   |                   |
| 1959      | The D.A.'s Man                           | Smiley            |
| 1959      | M Squad                                  | Jack Moreno       |
| 1959      | Wanted: Dead or Alive                    | Henry Jackson     |
| 1960      | The Best of the Post                     | Elevator boy      |
| 1960      | Richard Diamond, Private Detective       |                   |
| 1960      | Stagecoach West                          | Henry             |
| 1961      | All Hands on Deck                        | sailor            |
| 1961      | Blueprint for Robbery                    | Jock Mcgee        |
| 1962      | Patty                                    | Johnny            |
| 1962      | The Dick Powell Theater                  | Tom               |
| 1962      | Daniel el travieso                       | Nelson            |
| 1963/1965 | Mister Ed                                | varios personajes |
| 1964      | Kraft Suspense Theater                   | Dom               |
| 1964      | Gunsmoke                                 | Carl              |
| 1966      | Green Acres                              | Policía           |
| 1967      | Felony Squad                             | Cabbie            |
| 1967      | The Beverly Hillbillies                  | Sergeant          |
| 1969      | 80 steps to Jonah                        | Jenkins           |
| 1969      | Bracken's World                          | Alvin Stone       |
| 1970      | The Brady Bunch                          | Repartidor        |
| 1972/1981 | The Waltons                              | Ike Godsey        |
| 1972      | The Longest Night                        |                   |
| 1982      | A Day for Thanks on Walton's Mountain    | Ike Godsey        |
| 1982      | Mother's Day on Walton's Mountain        | Ike Godsey        |
| 1982      | A Wedding on Walton's Mountain           | Ike Godsey        |
| 1983      | Knight Rider                             | Manager           |
| 1985      | Impure Thoughts                          | Padre Minnelli    |
| 1993      | A Walton Thanksgiving Reunion            | Ike Godsey        |
| 1995      | A Walton Wedding                         | Ike Godsey        |
| 1996      | Night Stand with Dick Dietrick           | Claude            |
| 1999      | Whatever it Takes                        | Frank             |
| 2000      | Náufrago                                 | Joe Wally         |
| 2001      | Blind Obsession                          |                   |